# Ра (остров)
Ра (англ. Ra, фр. Ra) — коралловый остров в Республике Вануату, часть группы островов Банкс. 
На острове находится деревня, в которой имеются несколько магазинов и медицинская клиника. Население в 2009 году составляло 189 человек. 

## География
Ра расположен в 350 м к юго-западу от острова Мота-Лава. 
Площадь Ра приблизительно составляет — 0,5 км².
Доступ к острову осуществляется с использованием каноэ или же по броду во время отливов.